# Matias Belli Moldskred
Matias Belli Moldskred (Madrid, 12 agosto 1997) è un calciatore nicaraguense con cittadinanza norvegese, centrocampista del Real Estelí e della nazionale nicaraguense.

## Biografia
Belli Moldskred è nato a Madrid, in Spagna, da padre norvegese e madre nicaraguense. Oltre alla lingua norvegese, parla spagnolo.
È il nipote della poetessa Gioconda Belli, sorella della madre Lavinia.

## Caratteristiche tecniche
Juan Vita lo ha descritto come un «centrocampista con caratteristiche offensive e con una molto buona capacità propositiva. È dotato di un buon tiro dalla media distanza, è bravo nel gioco aereo e dal punto di vista tattico».

## Carriera

### Club
Cresciuto nelle giovanili dell'Ullern, è entrato successivamente a far parte di quelle dell'Asker. Ha esordito in prima squadra il 17 ottobre 2015, subentrando a Stian Solberg nella vittoria per 0-8 sul campo del Grue. L'anno seguente è passato al Bærum, per cui non ha disputato nessuna partita in squadra.
In vista del campionato 2017, Belli Moldskred è stato tesserato dal Ready. Il 19 aprile ha disputato la prima partita in 3. divisjon, nella vittoria per 5-1 sul Raufoss 2. Il 29 aprile ha segnato la prima rete, nella vittoria per 4-2 sul Redalen.
Il 9 gennaio 2018, il Raufoss ha reso noto l'ingaggio di Belli Moldskred, che si è legato al nuovo club con un contratto biennale. Il 14 aprile 2018 ha esordito in 2. divisjon, impiegato da titolare nel successo per 4-0 sull'Elverum. Il 22 aprile ha siglato le prime reti in campionato, mettendo a referto una doppietta nella vittoria per 0-5 in casa del Nybergsund. Alla fine di quella stessa stagione, il Raufoss è stato promosso in 1. divisjon.
Il 31 marzo 2019 ha pertanto giocato il primo incontro nella seconda divisione norvegese, quando è stato schierato titolare nella vittoria per 1-2 in casa del Nest-Sotra, in cui ha realizzato una rete.
Il 19 gennaio 2021 è stato reso noto il suo passaggio allo Start, per cui ha firmato un accordo triennale.
Il 20 febbraio 2022 è passato al Mjøndalen. Il 31 agosto successivo è stato ufficializzato il suo trasferimento a titolo definitivo al Sandnes Ulf, per cui ha firmato fino al 31 dicembre 2024.

### Nazionale
Il 13 marzo 2021, Belli Moldskred ha ricevuto la prima convocazione dal commissario tecnico del Nicaragua Juan Vita in vista delle partite di qualificazione al mondiale 2022 da disputarsi il 24 e 27 marzo, rispettivamente contro Saint Lucia e Turks e Caicos. Il 27 marzo ha quindi effettuato il proprio esordio, subentrando a Danilo Zúñiga e segnando una rete nella vittoria per 0-7 contro Turks e Caicos.

## Statistiche

### Presenze e reti nei club
Statistiche aggiornate all'11 novembre 2022.
| Stagione       | Club           | Campionato     | Campionato | Campionato | Coppe nazionali | Coppe nazionali | Coppe nazionali | Coppe continentali | Coppe continentali | Coppe continentali | Supercoppe | Supercoppe | Supercoppe | Totale | Totale |
| Stagione       | Club           | Comp           | Pres       | Reti       | Comp            | Pres            | Reti            | Comp               | Pres               | Reti               | Comp       | Pres       | Reti       | Pres   | Reti   |
| -------------- | -------------- | -------------- | ---------- | ---------- | --------------- | --------------- | --------------- | ------------------ | ------------------ | ------------------ | ---------- | ---------- | ---------- | ------ | ------ |
| 2015           | Asker          | 3D             | 1          | 0          | CN              | 0               | 0               | -                  | -                  | -                  | -          | -          | -          | 1      | 0      |
| 2016           | Bærum          | 2D             | 0          | 0          | CN              | 0               | 0               | -                  | -                  | -                  | -          | -          | -          | 0      | 0      |
| 2017           | Ready          | 3D             | 25         | 12         | CN              | 2               | 0               | -                  | -                  | -                  | -          | -          | -          | 27     | 12     |
| 2018           | Raufoss        | 2D             | 26         | 7          | CN              | 2               | 2               | -                  | -                  | -                  | -          | -          | -          | 28     | 9      |
| 2019           | Raufoss        | 1D             | 28         | 5          | CN              | 2               | 1               | -                  | -                  | -                  | -          | -          | -          | 30     | 6      |
| 2020           | Raufoss        | 1D             | 28+1       | 5+0        | -               | -               | -               | -                  | -                  | -                  | -          | -          | -          | 29     | 5      |
| Totale Raufoss | Totale Raufoss | Totale Raufoss | 82+1       | 17+0       |                 | 4               | 3               |                    | -                  | -                  |            | -          | -          | 87     | 20     |
| 2021           | Start          | 1D             | 22         | 3          | CN              | 0               | 0               | -                  | -                  | -                  | -          | -          | -          | 22     | 3      |
| feb.-ago. 2022 | Mjøndalen      | 1D             | 21         | 1          | CN              | 1               | 0               | -                  | -                  | -                  | -          | -          | -          | 22     | 1      |
| ago.-dic. 2022 | Sandnes Ulf    | 1D             | 4+1        | 1+0        | CN              | -               | -               | -                  | -                  | -                  | -          | -          | -          | 5      | 1      |
| Totale         | Totale         | Totale         | 155+2      | 34+0       |                 | 7               | 3               |                    | -                  | -                  |            | -          | -          | 164    | 37     |

### Cronologia presenze e reti in nazionale
| Cronologia completa delle presenze e delle reti in nazionale ― Trinidad e Tobago | Cronologia completa delle presenze e delle reti in nazionale ― Trinidad e Tobago | Cronologia completa delle presenze e delle reti in nazionale ― Trinidad e Tobago | Cronologia completa delle presenze e delle reti in nazionale ― Trinidad e Tobago | Cronologia completa delle presenze e delle reti in nazionale ― Trinidad e Tobago | Cronologia completa delle presenze e delle reti in nazionale ― Trinidad e Tobago | Cronologia completa delle presenze e delle reti in nazionale ― Trinidad e Tobago | Cronologia completa delle presenze e delle reti in nazionale ― Trinidad e Tobago |
| Data                                                                             | Città                                                                            | In casa                                                                          | Risultato                                                                        | Ospiti                                                                           | Competizione                                                                     | Reti                                                                             | Note                                                                             |
| -------------------------------------------------------------------------------- | -------------------------------------------------------------------------------- | -------------------------------------------------------------------------------- | -------------------------------------------------------------------------------- | -------------------------------------------------------------------------------- | -------------------------------------------------------------------------------- | -------------------------------------------------------------------------------- | -------------------------------------------------------------------------------- |
| 27-3-2021                                                                        | San Cristóbal                                                                    | Turks e Caicos                                                                   | 0 – 7                                                                            | Nicaragua                                                                        | Qual. Mondiali 2022                                                              | 1                                                                                | 55’                                                                              |
| 4-6-2021                                                                         | Managua                                                                          | Nicaragua                                                                        | 3 – 0                                                                            | Belize                                                                           | Qual. Mondiali 2022                                                              | -                                                                                | 60’                                                                              |
| 8-6-2021                                                                         | Port-au-Prince                                                                   | Haiti                                                                            | 1 – 0                                                                            | Nicaragua                                                                        | Qual. Mondiali 2022                                                              | -                                                                                | 60’                                                                              |
| 29-1-2022                                                                        | Managua                                                                          | Nicaragua                                                                        | 4 – 0                                                                            | Belize                                                                           | Amichevole                                                                       | 1                                                                                | 54’                                                                              |
| 1-2-2022                                                                         | Managua                                                                          | Nicaragua                                                                        | 1 – 1                                                                            | Belize                                                                           | Amichevole                                                                       | -                                                                                | 67’                                                                              |
| 3-6-2022                                                                         | Managua                                                                          | Nicaragua                                                                        | 2 – 1                                                                            | Trinidad e Tobago                                                                | CONCACAF Nations League 2022-2023 - 1º turno                                     | -                                                                                |                                                                                  |
| 6-6-2022                                                                         | Kingstown                                                                        | Saint Vincent e Grenadine                                                        | 2 – 2                                                                            | Nicaragua                                                                        | CONCACAF Nations League 2022-2023 - 1º turno                                     | 1                                                                                |                                                                                  |
| 10-6-2022                                                                        | Nassau                                                                           | Bahamas                                                                          | 0 – 2                                                                            | Nicaragua                                                                        | CONCACAF Nations League 2022-2023 - 1º turno                                     | 1                                                                                |                                                                                  |
| 13-6-2022                                                                        | Managua                                                                          | Nicaragua                                                                        | 4 – 0                                                                            | Bahamas                                                                          | CONCACAF Nations League 2022-2023 - 1º turno                                     | -                                                                                | 59’                                                                              |
| 22-9-2022                                                                        | Almere                                                                           | Suriname                                                                         | 2 – 1                                                                            | Nicaragua                                                                        | Amichevole                                                                       | -                                                                                | Cap.                                                                             |
| 27-9-2022                                                                        | Lorca                                                                            | Nicaragua                                                                        | 0 – 1                                                                            | Ghana                                                                            | Amichevole                                                                       | -                                                                                | Cap. 46’                                                                         |
| 16-11-2022                                                                       | Managua                                                                          | Nicaragua                                                                        | 1 – 0                                                                            | El Salvador                                                                      | Amichevole                                                                       | -                                                                                |                                                                                  |
| 19-11-2022                                                                       | Carson                                                                           | Guatemala                                                                        | 3 – 1                                                                            | Nicaragua                                                                        | Amichevole                                                                       | -                                                                                | 77’                                                                              |
| 24-3-2023                                                                        | Managua                                                                          | Nicaragua                                                                        | 4 – 1                                                                            | Saint Vincent e Grenadine                                                        | CONCACAF Nations League 2022-2023 - 1º turno                                     | 1                                                                                |                                                                                  |
| 27-3-2023                                                                        | Bacolet                                                                          | Trinidad e Tobago                                                                | 1 – 1                                                                            | Nicaragua                                                                        | CONCACAF Nations League 2022-2023 - 1º turno                                     | -                                                                                |                                                                                  |
| 14-6-2023                                                                        | Montevideo                                                                       | Uruguay                                                                          | 4 – 1                                                                            | Nicaragua                                                                        | Amichevole                                                                       | -                                                                                |                                                                                  |
| 18-6-2023                                                                        | Asunción                                                                         | Paraguay                                                                         | 2 – 0                                                                            | Nicaragua                                                                        | Amichevole                                                                       | -                                                                                | 10’                                                                              |
| 8-9-2023                                                                         | San Cristóbal                                                                    | Rep. Dominicana                                                                  | 0 – 2                                                                            | Nicaragua                                                                        | CONCACAF Nations League 2023-2024 - 1º turno                                     | 1                                                                                | 68’                                                                              |
| 11-9-2023                                                                        | Managua                                                                          | Nicaragua                                                                        | 5 – 1                                                                            | Barbados                                                                         | CONCACAF Nations League 2023-2024 - 1º turno                                     | -                                                                                | 46’                                                                              |
| 13-10-2023                                                                       | Bridgetown                                                                       | Montserrat                                                                       | 0 – 3                                                                            | Nicaragua                                                                        | CONCACAF Nations League 2023-2024 - 1º turno                                     | -                                                                                | 44’ 46’                                                                          |
| 16-10-2023                                                                       | Managua                                                                          | Nicaragua                                                                        | 3 – 0                                                                            | Montserrat                                                                       | CONCACAF Nations League 2023-2024 - 1º turno                                     | 1                                                                                | 46’                                                                              |
| 21-11-2023                                                                       | Managua                                                                          | Nicaragua                                                                        | 0 – 0                                                                            | Rep. Dominicana                                                                  | CONCACAF Nations League 2023-2024 - 1º turno                                     | -                                                                                | 31’                                                                              |
| 22-3-2024                                                                        | Lima                                                                             | Perù                                                                             | 2 – 0                                                                            | Nicaragua                                                                        | Amichevole                                                                       | -                                                                                | 70’                                                                              |
| 26-3-2024                                                                        | Managua                                                                          | Nicaragua                                                                        | 0 – 1                                                                            | Cuba                                                                             | Amichevole                                                                       | -                                                                                | 46’                                                                              |
| 8-6-2024                                                                         | Belmopán                                                                         | Belize                                                                           | 0 – 4                                                                            | Nicaragua                                                                        | Qual. Mondiali 2022                                                              | -                                                                                | 73’                                                                              |
| 6-9-2024                                                                         | Rémire-Montjoly                                                                  | Guyana francese                                                                  | 0 – 1                                                                            | Nicaragua                                                                        | CONCACAF Nations League 2024-2025 - 1º turno                                     | -                                                                                | 45+2’ 46’                                                                        |
| 10-9-2024                                                                        | Santiago di Cuba                                                                 | Cuba                                                                             | 1 – 1                                                                            | Nicaragua                                                                        | CONCACAF Nations League 2024-2025 - 1º turno                                     | -                                                                                |                                                                                  |
| 10-10-2024                                                                       | Managua                                                                          | Nicaragua                                                                        | 0 – 2                                                                            | Giamaica                                                                         | CONCACAF Nations League 2024-2025 - 1º turno                                     | -                                                                                |                                                                                  |
| 14-10-2024                                                                       | Managua                                                                          | Nicaragua                                                                        | 3 – 2                                                                            | Guyana francese                                                                  | CONCACAF Nations League 2024-2025 - 1º turno                                     | -                                                                                | 68’                                                                              |
| 21-3-2025                                                                        | Le Gosier                                                                        | Guadalupa                                                                        | 1 – 0                                                                            | Nicaragua                                                                        | Qual. Gold Cup 2025                                                              | -                                                                                | 46’                                                                              |
| 25-3-2025                                                                        | Managua                                                                          | Nicaragua                                                                        | 0 – 1                                                                            | Guadalupa                                                                        | Qual. Gold Cup 2025                                                              | -                                                                                | 63’                                                                              |
| 6-6-2025                                                                         | Managua                                                                          | Nicaragua                                                                        | 1 – 0                                                                            | Guyana                                                                           | Qual. Mondiali 2026                                                              | -                                                                                | 87’                                                                              |
| 10-6-2025                                                                        | Panama                                                                           | Panama                                                                           | 3 – 0                                                                            | Nicaragua                                                                        | Qual. Mondiali 2026                                                              | -                                                                                | 59’                                                                              |
| Totale                                                                           |                                                                                  | Presenze                                                                         | 33                                                                               |                                                                                  | Reti                                                                             | 7                                                                                |                                                                                  |